# Alvimiantha tricamerata
Alvimiantha tricamerata là một loài thực vật có hoa trong họ Táo. Loài này được Grey-Wilson mô tả khoa học đầu tiên năm 1978.